# Ljot skald
Ljot skald (Ljótr skáld) var en isländsk furstelovskald som levde på 1100- och 1200-talet. Enligt Skáldatal diktade han om kung Sverre, Håkon Sverresson, jarl Håkon galen (Hákon jarl galinn) och "hertig" Skule Bårdsson (Skúli hertogi Bárðarson). Det har antagits att Ljot skald är identisk med den Ljótr Sumarliðason som – också enligt Skáldatal – var hirdskald hos Inge Bårdsson (Ingi Bárðarson) och troligen var son till Sumarlide skald. 
Av Ljots dikter har ingenting bevarats.